# Wijkia juliformis
Wijkia juliformis là một loài Rêu trong họ Sematophyllaceae. Loài này được (Herzog & Dixon) H.A. Crum miêu tả khoa học đầu tiên năm 1971.